# Volvariella esculenta
Volvariella esculenta är en svampart som först beskrevs av George Edward Massee, och fick sitt nu gällande namn av Rolf Singer 1951. Volvariella esculenta ingår i släktet Volvariella och familjen Pluteaceae.   Inga underarter finns listade i Catalogue of Life.